# Tony Amonte
Anthony „Tony” Lewis Amonte (ur. 17 stycznia 1970 w Bostonie) – były amerykański hokeista. Reprezentant Stanów Zjednoczonych. Dwukrotny olimpijczyk.
Jego brat Rocco (ur. 1968) także był hokeistą.

## Kariera
- Thayer Academy (1985-1989)
- Boston Universtity (1989-1991)
- New York Rangers (1991-1994)
- Chicago Blackhawks (1994-2002)
  -  HC Fassa (1994)
- Phoenix Coyotes (2002-2003)
- Philadelphia Flyers (2003-2004)
- Calgary Flames (2005-2007)

W rozgrywkach NHL rozegrał 15 sezonów. Wieloletni zawodnik Chicago Blackhawks (dziewięć niepełnych sezonów, w tym dwa ostatnie jako kapitan drużyny). Dwie ostatnie edycje NHL zaliczył w barwach Calgary Flames, po czym w 2007 zakończył karierę zawodniczą. Łącznie w NHL rozegrał 1273 spotkania.
W reprezentacji USA uczestniczył w turniejach mistrzostw świata w 1991, 1993, Pucharu Świata 1996, 2004 oraz na zimowych igrzyskach olimpijskich 1998, 2002.
Po zakończeniu kariery w 2010 został trenerem hokejowym drużyny Thayer Academy w Braintre, w której rozpoczynał karierę hokejową.

## Sukcesy
Reprezentacyjne
- Srebrny medal Canada Cup: 1991
- Złoty medal Pucharu Świata: 1996
- Srebrny medal zimowych igrzysk olimpijskich: 2002

Klubowe
- Mistrzostwo NCAA (EAST): 1991
- Mistrzostwo dywizji NHL: 1992, 1994 z New York Rangers, 2004 z Philadelphia Flyers, 2006 z Calgary Flames
- Mistrzostwo konferencji NHL: 1994 z New York Rangers
- Presidents’ Trophy: 1992, 1994 z New York Rangers
- Prince of Wales Trophy: 1994 z New York Rangers
- Puchar Stanleya: 1994 z New York Rangers (koniec sezonu rozegrał w Chicago)

Indywidualne
- NHL (1991/1992):
  - NHL All-Rookie Team

Wyróżnienia
- Galeria Sławy amerykańskiego hokeja na lodzie: 2009[3]